# Denominació d'Origen Catalunya
La Denominació d'Origen Catalunya recull la història i tradició víticola de Catalunya. Engloba un ample ventall de varietats autòctones i tradicionals en una denominació que aplega bona part dels territoris de conreu de vinya de Catalunya. En total integra 330 municipis que se superposen a les altres deu denominacions d'origen, més la DO Cava, encara que el nombre d'hectàrees inscrites és menor. El 2013 va comercialtizar 62,4 milions d'ampolles de vi.
Va ser creada el 2001 amb la finalitat de donar sortida a la producció de les denominacions catalanes petites obrint la possibilitat d'embotellar vi en una denominació amb raïm provinent d'una altra, o de fer cupatges amb raïm de diferents denominacions. A més, dona peu a la vinicultura a fer experimentacions amb un ample ventall de varietats menys restringit que a les altres denominacions. El productor més destacat és la casa Miguel Torres.
Les varietats permeses són les mateixes que el global de les altres denominacions d'origen catalanes. Les varietats recomanades pel Consell Regulador són:
- Raïm blanc:
  - El macabeu, el xarel·lo i la parellada, que són les varietats autòctones i predominants.
  - La garnatxa blanca, varietat també predominant a Catalunya, destinada a vins de criança, vins rancis, misteles i vins dolços naturals.
  - El chardonnay i moscatell d'Alexandria, varietats foranes que s'han aclimatat perfectament.
  - Altres varietats autoritzades: riesling, sauvignon blanc, chenin, gewurztraminer, malvasia, malvasia de Sitges, pedro ximenes, picapoll, sumoll i vinyater
- Raïm negre:
  - L'ull de llebre, el samsó, la garnatxa negra, la garnatxa peluda, i el monastrell, quant a varietats autòctones o tradicionals predominants.
  - El cabernet franc, el cabernet sauvignon, el merlot i el pinot noir, són varietats foranes que s'han aclimatat perfectament.
  - Altres varietats autoritzades: garnatxa tintera, trepat, picapoll negre, sirà i sumoll.

El govern espanyol va aprovar l'estiu del 2006 una ordre que incloïa Catalunya a la indicació geogràfica vinícola 'Viñedos de España'. Unió de Pagesos s'hi va mostrar contrària i va presentar un recurs contenciós administratiu.